# Lorenz al Belgiei, Arhiduce de Austria-Este
Prințul Lorenz al Belgiei, Arhiduce de Austria-Este (n. 16 decembrie 1955) este membru al familiei regale belgiene și cetățean austriaco-belgian. Din 1996 el este, de asemenea, șeful Casei de Austria-Este, o ramură a fostei Casei Imperiale austriece, Casa de Habsburg-Lorena.

## Biografie
Prințul Lorenz s-a născut la clinica Belvédère, Boulogne-Billancourt, Hauts-de-Seine, Franța. Este al doilea copil al Arhiducelui Robert de Austria-Este și al Prințesei Margherita de Savoia-Aosta. Bunicii săi paterni au fost ultimii împărați ai Austriei Carol și Zita. Împăratul Carol a fost beautificat în 2004.
Lorenz are legături cu Orléans prin bunica maternă, Anne de Orléans, care a fost sora Henri d'Orléans conte de Paris.
La 22 septembrie 1984 la Bruxelles, Lorenz s-a căsătorit cu Prințesa Astrid a Belgiei, singura fiică a, pe atunci, Prințului ș Prințesei de Liège, mai târziu regele Albert al II-lea al Belgiei și regina Paola. Cuplul are cinci copii:
- Prințul Amedeo Marie Joseph Carl Pierre Philippe Paola Marcus d'Aviano, Arhiduce de Austria (n. 21 februarie 1986); s-a căsătorit cu Elisabetta Maria Rosboch von Wolkenstein (n. 1987) la 5 iulie 2014. Cuplul are o fiică:
  - Arhiducesa Anna Astrid de Austria-Este (n. 17 mai 2016)
- Prințesa Maria Laura Zita Beatrix Gerhard, Arhiducesă de Austria (n. 26 august 1988)
- Prințul Joachim Karl-Maria Nikolaus Isabelle Marcus d'Aviano, Arhiduce de Austria (n.  9 decembrie 1991)
- Prințesa Luisa Maria Anna Martine Pilar, Arhiducesă de Austria (n. 11 octombrie 1995)
- Prințesa Laetitia Maria Nora Anna Joachim Zita, Arhiducesă de Austria (n. 23 aprilie 2003)

Prințul Lorenz este nașul Prințului Carl-Johan de Nassau, fiul cel mic al Prințului Jean de Luxembourg și al contelui Costantino Secco di Aragona, fiul cel mare al verișoarei sale Arhiducesa Catharina-Maria de Austria.
Prințul locuiește cu familia pe domeniul Stuyvenberg. În 1995, socrul său, regele Alebert al II-lea, cu ocazia nașterii prințesei Luisa Maaria i-a acordat titlul de prinț al Belgiei. Prințul Lorenz este cavaler al Ordinului Lâna de Aur acordat de către unchiul său, Otto de Habsbourg.